# Градище (Долно Дряново)
Вижте пояснителната страница за други значения на Градище.
Градището е праисторическото светилище, разположено в едноименната местност, край село Долно Дряново, област Благоевград.
То е сред най-древните мегалитни светилища на територията на Югоизточна Европа. Площта на скално-култовия комплекс е 500 декара и се състои предимно от скални масиви. Каменният ансамбъл от антропоморфни и зооморфни мегалитни фигури се намира на 5 km Долно Дряново по пътя за село Сатовча. Светилището заема около 20 декара с високи до 88 m скали.

## Датиране
Според доц. Красимир Лещаков, откритите археологически находки, отнасят датата на изграждане на светилището към късния халколит – преди около 7000 години.

## Откритие
Светилището е открито от полския археолог проф. Мечислав Домарадски при теренно проучване в края на 1980-те години.
Десет години по-късно през 2000 г. проф. Тодор Бояджиев, преоткрива култовото място при едно свое пътуване от град Гоце Делчев към град Смолян – той спира случайно на отбивка по пътя и влиза в гората, където разпознава древното светилище в изобилието от зоо- и антропоморфни скални образувания и иманярски изкопи. В рамките на района на светилището са открити два пещерни заслона, които още не са проучени, а в подножието на рида Дъбраш има останки от римски път. (Голяма част от публикациите в пресата и интернет приписват откритието на проф. Бояджиев, напълно погрешно.)

## Археологическо проучване
Проф. Тодор Бояджиев започва своите археологически проучвания през 2000 г., а след неговата смърт разкопките в района на светилището продължават под ръководството на доц. Анелия Божкова (НАИМ) и гл.ас. Надежда Тодорова (СУ „Климент Охридски“), които в периода от 10 април до 23 април 2008 г. провеждат спасителни археологически сондажни проучвания. Научен консултант на екипа е доц. д‐р Красимир Лещаков (СУ „Св. Климент Охридски“). Извършени са множество сондажи като общата проучена площ възлиза на 150 m², като установената дебелина на културните напластявания варира от 0,50 до 1,50 m.
По време на проучването е открита битова керамика работена на грънчарско колело и на ръка, както и фрагменти от покривни керемиди, добре запазени глинени тежести за вертикален тъкачен стан, глинен прешлен за вретено, фрагменти от античен кратер, амфорна тара. Интерес представлява и фрагментирания пиранос, строителна керамика – главно покривни керемиди, както и натрошени и по‐добре запазени животински кости. Всички гореспоменати артефакти са датирани от края на Желязната епоха.
Поради ограничения характер на проучването характерът и функцията на каменните съоръжения не е бил определени със сигурност. Една от възможните интерпретации, основана на формалното сходство, е те да представляват надгробни могили с каменен насип. Трябва да се отбележи, обаче, че за момента няма категорични свидетелства за наличието на гробни съоръжения или следи от извършени погребения в границите на въпросните съоръжения. Не може да бъде изключена възможността каменните струпвания да са имали единствено култово ‐ символичен характер и да са функционирали като своеобразни депозитории за дарове поставяни от поклонниците на свещеното място.
Напластявания от периода на късната халколитна епоха са регистрирани в границите на три от открити в естествено оформени скални процепи. Керамиченият комплекс от тази епоха според археолозите е хомогенен в типологическо отношение. Открити са фрагменти от паници, купи, амфоровидни съдове, гърнета, чаши, миниатюрни форми. Специален научен интерес представлява украсата по откритите съдовете, където в декорацията са използвани разнообразни техники – врязана, набодена, отпечатана, рисувана. Предварителните резултати от обработката на керамиката, формалните белези на съдовете и основните характеристики на украсата дават основание комплексът да бъде отнесен към самия финал на късната халколитна епоха – началото на IV хил. пр. Хр. или първата половина на т.нар. Преходен период от халколит към бронзова епоха.
Според доц. Анецлия Божкова, скално-култовият комплекс е преизползван от тракийските племена населяващи района и е значително по-древен от Перперек. Основания за нейните твърдения дават запазените следи от пещи за жертвоприношения и абсолютно кръгли ритуални издълбавания дупки върху скалите, конфигурирани във формата на някои съзвездия, които тя интерпретира като „значително по-стари“, неупоменато на каква изследователска база.

## Особености
Една мегалитна арка на територията на светилището се използва от местните българо-мохамедани от незапомнени времена за традиционни народни обредно-магически действия (за лекуване на женско безплодие и други тежки заболявания). Т.нар. „провиралище“/„мушилка“, или „промушвачка“ се използва за лекуване на женско безплодие и други тежки заболявания до 2002 г. Преминавайки през нея рано сутрин при изгрев слънце, „лекуваният“ изоставя старите си дрехи в самата арка, или край нея и остава по нови, т.е. придобива нова същност, „ражда се“ за нов живот. Оставя монети в дар за полученото здраве върху южния камък на арката. Там са поставяни и червените конци, с които предварително е измерван болния. Въпросният ритуал е наблюдаван на много места из територията на България в Османския период, като с различни изменения подобни обредно-магически действия и днес е практикуват от мюсюлмани и християни на територията на България и Република Македония. На базата на твърде спорен семантичен анализ на обреда проф. Васил Марков, го тълкува, като артефакт от обреда на обезсмъртяването в Древна Тракия, осъществяван чрез „слизане в подземния свят“. Но хипотезата му остава в рамките на една твърде широка хипер-интерпретация.
Мегалитната арка е само една от десетките каменни конструкции, сред които фигурират много зооморфни каменни фигури оприличени на земноводни, влечуги и антропоморфни скали. Проф. Бояжджиев дава условни наименования на гигантските антропоморфни мегалитни късове с форма на човешки глави като: „Тангра 1,2 и 3“, но колегите му по-скоро дискутират главите като „Владетел – 1, 2 и 3“. Каменните лица могат да бъдат забелязани само под определен ъгъл, като за учените няма съмнение, че мегалитните късове и валуни са допълнително обработвани от човешка ръка, каквато практика се среща в много от другите древни тракийски светилища като Белинташ, светилището край с. Дъждовница и др. Археолозите работили по обекта са се натъкнали на големи количества фрагментирана керамика, датирана основно от края на Желязната епоха и късната Античност.
Върху издаващ се на юг скалист нос, са изсечени множество групи ями с кръгла форма, чиито диаметър се движи между 0,15 и 0,20 m и дълбочина между 0,10 и 0,15 m. Всички мегалитни обекти са добре ориентирани по една от осите изток-запад или север-юг. При последните археологически разкопки е открит много рядък паметник – запазено глинено огнище с красива геометрична и растителна украса. Разкритите останки от древните зидове са частично консервирани.
Има предположения, че оттук е минавал търговски път, свързващ акваторията на Тасос с Пистирос (в близост до с. Ветрен).
Светилището на Дионис под връх Острец над гр. Велинград е лежало на същия древен път.
Обредно-култовите практики при мегалитното светилище са проучени в рамките на Проект „Културно-историческо наследство от земите на тракийските сатри“, в който участват „Университетски научноизследователски център за древни европейски и източносредиземноморски култури“; „Правно-исторически факултет – катедра Обща история“; „Факултет по изкуствата – катедра Музика“ при ЮЗУ „Неофит Рилски“ гр. Благоевград; Национален археологически институт с музей при БАН – секция „Тракийска археология“; Национална астрономическа обсерватория „Юрий Гагарин“; РИМ – Благоевград и ГИМ Разлог.

## Археоастрономическо проучване и интерпретация
Според доц.д-р Алексей Стоев, д-р Пенка Мъглова и Петър Стефанов мегалитните паметници в района на мегалитното светилище Градището са ориентирани по главната ос на светлия отвор с екстремните изгреви на Слънцето по линията на източния и западния хоризонт. Източната и западната ориентация, доминираща императивно, геометрията и съотношенията между отделните им функционални елементи показват, че в оста на тези съоръжения е кодиран слънчев календарен ефект. Общата наблюдателна практика в пространството на изследваните естествени скални арки и трилити е свързана с вероятните прогностични възможности на скалните комплекси, свързани с денонощния и годишен слънчев цикъл.

## Обредни практики
Мегалитната арка непосредствено след съвременния вход на обекта е описана като представляваща „класически долмен“ – съоръжение, изградено от два каменни блока, забити един до друг и трети, положен върху тях. Арката е насочена на североизток и „лови“ някои от най-ранните изгреви на слънцето на хоризонта. Забележителни са практикуваните на място до 2003 г. лекувания на болести, чрез провиране през съоръжението. Последната лечителка (баячка) изпълняваща ритуала е Атидже Саидова от с. Долно Дряново. Преди да започне обредът, баячката трябва да установи каква е болестта и от какъв лек има нужда търсещият изцеление. За тази цел лечителката размазва върху квадратна хартия пчелен мед и произнася молитви, въртейки пръст в посоката, обратна на часовниковата стрелка, като пита многократно как да помогне на болния човек. Лявото кръгово движение в семантичен план има паралели с лявата вода и лявото гергьовско хоро, като магическо действие – то се разглежда като проникване в отвъдния свят, където е скрито тайното знание и откъдето лечителката очаква отговор как да помогне – чрез лекарска помощ или намесата на християнски или мюсюлмански духовници. Наличието на пчелен мед се интерпретира като символ на Великата богиня майка от езическите религии на Източното Средиземноморие.
Точно преди изгрев слънце лечителката и болният отиват при мегалитната арка, където лечителката се приближава с молитви към арката, след това с жест приканва болният да се промуши. Провирането се извърша от горе надолу в посока от изток на запад, заедно с първите проникващи лъчи на слънцето в отвора на арката. Върху южния – ляв камък се поставят червен конец, с който предварително е измерен ръста на болния. След провирането там се оставят и монети в дар за полученото здраве. След промушването болният трябва да остави върху същия ляв камък своя стара дреха, така той „оставя“ болестта и „получава“ здраве в народните представи.
Ритуалното действие, при което се извършва провирането, проф. Васил Марков свързва в семантичен план с катабазиса – болният символично „слиза“ в подземния свят. В тази връзка според него специално внимание заслужава паралелът от древните мистериални обреди, в които мистът получава нови дрехи – в знак на ритуална чистота и духовно прераждане. Въпросната арка Марков интерпретира като символизираща утробата на майката Земя, свързана с обредно-магическо слизане в утробата на Великата богиня майка, с цел ново раждане/прераждане.

## Свързаност с други археологически обекти
На север от Скално-култовия комплекс Градище се намира мегалитен обект носещ наименованието „Прав каминь“. Информация за откритието е постъпила в РИМ Благоевград през 2007 г. от Тодор Узунов (Сдружение САТО). Локацията на „Прав каминь“ не е разгласявана публично, с цел обектът да бъде предпазен от иманярска инвазия.
Мегалитното съоръжение се състои от монолитни каменни блокове разположени в три обособени групи при които се наблюдават следи от обредни ритуали.

## Фотогалерия
- Антропоморфни скали
- Елементи от светилището
- Елементи от арката и антропоморфни скали
- Мегалитна арка при Прав каминь
- Едно от мегалитните лица
- Елементи от светилището
- Скални формации
- Антропоморфни скали
- Елементи от комплекса
- Скалната арка и елементи от комплекса
- Карта на комплекса

## Опазване, социализация и консервация
При археологическите проучвания руините от древни градежи са били частично консервирани, а на обекта е назначена постоянна охрана, която да го предпазва от иманярски набези. От месец юли 2008 обектът в м. Градището съгласно действащото в Република България законодателство представлява паметник на културата.
През март 2011 г. Община Гърмен започва работа по проект „Повишаване на атрактивността на трансграничния регион Тасос – Гърмен чрез повишаване стойността на местните природни ресурси“, който се финансира по Програмата за европейско териториално сътрудничество Гърция – България 2007 – 2013 г.
Като част от проекта са проведени и археологически разкопки, с които да се установи по точно хронологията на обекта. Тези проучвания регистрира следи от човешко присъствие от края на V хил. пр. Хр. и от Късната античност (ІІІ – ІV век сл. Хр.).

## Пътеводител
Скално-култовият комплекс се намира на 5 km от с. Долно Дряново по посока пътя за с. Сатовча и гр. Доспат. Ако се пътува през гр. Гоце Делчев към с. Долно Дряново, пътят към комплекса минава през самото село. След изхода на селото, пътят до местността е на около 5 km. Има указателна табела, а входът към комплекса е непосредствено след малка кариера за камъни.